# Carciofo di Paestum
Carciofo di Paestum è un prodotto ortofrutticolo italiano a Indicazione geografica protetta.

## Descrizione
L'Indicazione geografica protetta “Carciofo di Paestum” designa i capolini dei biotipi riferibili al tipo “Romanesco”, anche detto “Tondo di Paestum”.
Il prodotto deve avere i seguenti requisiti:
- pezzatura media (non più di 4 capolini con gambo per kg di prodotto);
- capolini di forma sub–sferica, compatta, con caratteristico foro all'apice; con diametro della sezione massima trasversale compreso tra 8,5 e 10,5 cm di diametro della sezione massima longitudinale compreso tra 7,5 e 12,5 cm, e con rapporto tra i due compreso tra 0,9 e 1,2;
- colore verde, con sfumatura violetto–rosacea;
- brattee esterne ovali, con apice arrotondato ed inciso, inermi;
- brattee interne viola con sfumature violette;
- peduncolo di lunghezza inferiore a 10 cm.

## Zona geografica
La zona di produzione del “Carciofo di Paestum” comprende parte del territorio dei seguenti comuni:
- della provincia di Salerno:
  - Agropoli
  - Albanella
  - Altavilla Silentina
  - Battipaglia
  - Bellizzi
  - Campagna
  - Capaccio
  - Cicerale
  - Eboli
  - Giungano
  - Montecorvino Pugliano
  - Ogliastro Cilento
  - Pontecagnano Faiano
  - Serre

La zona è delimitata dettagliatamente nel disciplinare di produzione.

## Origine
La diffusione del carciofo nella valle del Sele risale alla fine degli anni ‘20 del secolo scorso grazie alle vaste opere di bonifica e di profonda trasformazione agraria apportata dalla riforma fondiaria.
Tracce della presenza del carciofo nella piana del Sele sono segnalate già nel 1811 dalle statistiche del Regno di Napoli (Leopoldo Cassese, La «statistica» del Regno di Napoli del 1811. Relazioni sulla Provincia di Salerno, 1955) e nel 1949 dalle memorie di geografia economica di Elio Migliorini. La descrizione più approfondita della diffusione, dell'importanza e potenzialità della coltivazione del carciofo nella Piana del Sele è stata fatta dal Bruni nel 1960, che fa riferimento al “Carciofo di Castellammare di Stabia” come varietà coltivata, citata in seguito da altri autori come sinonimo della nuova denominazione “Carciofo tondo di Paestum”. I primi coltivatori di questa specie furono agricoltori del napoletano che, trasferitisi nella zona, impiantarono i carducci (talee di carciofo) proprio nei campi adiacenti ai famosi templi di Paestum.
In Campania, nel 1929, la superficie coltivata a carciofo era di 818 ha, per una produzione di 80.566 quintali con una media di 9.850 kg/ha.
Successivamente, dopo la seconda guerra mondiale, si è avuto un notevole incremento di questa coltura tanto che, nel quinquennio 1962–1966, la superficie media interessata a carciofo passò a 2.782 ha proprio grazie all'incremento di superficie nell'area del “Carciofo di Paestum”.
Jannacone nel 1997 evidenziava: “È da notare che in Campania il carciofo è quasi completamente scomparso dalle aziende delle tradizionali aree agricole per trasferirsi in altre, soprattutto nella pianura del Sele. Attualmente la superficie investita a carciofo si attesta su 2.300 ha di cui l'80 % nella piana del Sele.”
Oggi il prodotto rappresenta una produzione di punta nell'area considerata anche grazie alla notorietà acquisita. Pertanto, per evitare imitazioni ed usurpazioni della denominazione verrà garantita la rintracciabilità del prodotto, grazie ad un elenco dei terreni coltivati dei produttori e delle produzioni che saranno controllati da un apposito organismo di controllo.

## Metodo di ottenimento
La coltivazione del carciofo inizia con le operazioni di impianto consistenti in una accurata preparazione del terreno che prevede una aratura profonda, un interramento dei concimi di fondo e/o sostanza organica, una o due erpicature ed un definitivo livellamento della superficie.
Successivamente avviene il trapianto, tra il 15 luglio e il 31 agosto utilizzando piantine con pane di terra allevate in alveoli, provenienti da vivai propri o specializzati, oppure tra il 1º settembre e il 30 settembre utilizzando carducci prelevati direttamente dalle piante madri.
La carciofaia deve essere mantenuta in coltivazione per non più di tre anni.
Le forme di coltivazione devono essere quelle in uso generalizzato nella zona, con un sesto di impianto di 110—120 cm tra le file e di 80—90 cm sulla fila per un investimento massimo di 10 000 piante per ettaro.
La raccolta va effettuata nel periodo compreso tra il 1º febbraio ed il 20 maggio.
La produzione unitaria massima di “Carciofo di Paestum” è fissata fino ad un massimo di 50 000 capolini ad ettaro.
Le operazioni di cernita, di calibratura e di lavaggio, secondo le tecniche già acquisite localmente, devono essere effettuate in stabilimenti situati nell'ambito dell'intero territorio dei comuni ricadenti nella zona di produzione del “Carciofo di Paestum”.
Ai fini dell'ammissione al consumo, per dilazionarne la vendita, il prodotto può essere conservato in locali idonei ed eventualmente a temperatura controllata, non superiore a 4 gradi centigradi, per un tempo massimo di 72 ore.

## Legame
Le condizioni pedo–climatiche dell'area, caratterizzate da un clima tipicamente mediterraneo caratterizzato da inverni miti e piovosi ed estati caldo–asciutte e terreni profondi e fertili creati dai depositi alluvionali del fiume Sele, hanno favorito la coltivazione del carciofo da tempi immemorabili. In tempi più recenti il carciofo ha assunto importanza di coltura da reddito, cosa che ha favorito un notevole incremento delle superfici coltivate e una notevole specializzazione in materia da parte dei produttori locali.
Il “Carciofo di Paestum” si distingue rispetto ad altre produzioni carcioficole per le sue innumerevoli qualità e caratteristiche tipiche (pezzatura grossa, forma sub–sferica, sapore gradevole), frutto di una accurata tecnica di coltivazione messa a punto dagli agricoltori della Piana del Sele. È un tipo locale proveniente dal gruppo dei carciofi di tipo “Romanesco”. Da questi si distingue per una serie di caratteristiche peculiari conferitegli dall'ambiente di coltivazione. Innanzitutto la precocità che consente al “Carciofo di Paestum” di essere presente sul mercato già dal mese di febbraio prima di ogni altro tipo di carciofo del tipo “Romanesco”. Inoltre, la precocità, in riferimento al periodo di produzione (febbraio–maggio) caratterizzato da un clima fresco e piovoso, conferisce maggiore tenerezza e delicatezza ai capolini in particolare alla parte basale delle brattee ed al ricettacolo più carnoso e più gustoso, caratteristiche importanti per le svariate destinazioni culinarie. Le caratteristiche del carciofo restano pressoché invariate nelle corso dei cicli produttivi, in quanto gli agricoltori hanno messo a punto diversi accorgimenti colturali per porre rimedio a variazioni climatiche che si possono verificare tra diverse annate agrarie.

## Etichettatura
L'immissione al consumo del “Carciofo di Paestum” deve avvenire secondo le seguenti modalità:
- il prodotto deve essere posto in vendita in appositi contenitori rigidi, da un minimo di 2 capolini ad un massimo di 24;
- sulle confezioni contrassegnate ad IGP, o sulle etichette apposte sulle medesime, devono essere riportate, a caratteri di stampa chiari e leggibili, delle medesime dimensioni, le seguenti indicazioni:
  - “Carciofo di Paestum” e “Indicazione geografica protetta” (o la sua sigla IGP);
  - il nome, la ragione sociale e l'indirizzo dell'azienda confezionatrice e/o produttrice;
  - la quantità di prodotto effettivamente contenuto nella confezione, espressa in conformità alle norme vigenti.
  - il simbolo grafico, relativo all'immagine artistica del logotipo specifico ed univoco, da utilizzare in abbinamento inscindibile con l'Indicazione Geografica Protetta.

I caratteri di cui al secondo sottopunto devono essere di dimensioni inferiori a quelli del primo sottopunto;
I prodotti per la cui elaborazione è utilizzata come materia prima il “Carciofo di Paestum” IGP anche a seguito di processi di elaborazione e di trasformazione, possono essere immessi al consumo in confezioni recanti il riferimento a detta denominazione, senza l'apposizione del logo comunitario, a condizione che:
- il “Carciofo di Paestum” IGP certificato come tale, costituisca il componente esclusivo della categoria merceologica di appartenenza;
- gli utilizzatori del “Carciofo di Paestum” IGP siano autorizzati dai titolari del diritto di proprietà intellettuale conferito dalla registrazione della denominazione “Carciofo di Paestum” IGP riuniti in consorzio incaricato della tutela dal ministero delle Politiche agricole e forestali. Lo stesso consorzio incaricato provvederà anche ad iscriverli in appositi registri ed a vigilare sul corretto uso della denominazione protetta. In assenza del consorzio di tutela incaricato le predette funzioni saranno svolte dal ministero delle Politiche agricole e forestali in quanto autorità nazionale preposta all'attuazione del regolamento CEE n. 2081/92.

L'utilizzazione non esclusiva del “Carciofo di Paestum” IGP consente soltanto il suo riferimento, secondo la normativa vigente, tra gli ingredienti del prodotto che lo contiene o in cui è trasformato o elaborato.
Alla Indicazione Geografica Protetta è vietata l'aggiunta di qualsiasi qualificazione aggiuntiva diversa da quelle previste dal presente disciplinare, ivi compresi gli aggettivi:
- tipo,
- gusto,
- uso,
- selezionato,
- scelto
- e similari.

È tuttavia consentito l'uso di indicazioni che facciano riferimento ad aziende, nomi, ragioni sociali, marchi privati, consorzi, non aventi significato laudativo e non idonei a trarre in inganno l'acquirente.
Tali indicazioni potranno essere riportate in etichetta con caratteri di altezza e di larghezza non superiori alla metà di quelli utilizzati per indicare l'Indicazione Geografica Protetta.

## Logo
Con la creazione del logotipo IGP “Carciofo di Paestum”, ai sensi del regolamento CEE n. 2081/92, si è voluto richiamare il legame stretto tra il carciofo e il luogo (area intorno ai templi di Paestum) dove è stato per la prima volta coltivato. Il simbolo grafico è, infatti, composto da una immagine del Tempio di Nettuno sito a Paestum circondato da un cielo di colore (cyan 80 % e Magenta 25 %) e conseguentemente sfumato da nuvole di sottofondo e da piccoli spicchi di vegetazione la cui difformità varia da un composto di: cyan (40 %), magenta (40 %), giallo (70 %) e nero (40 %), con una oscillazione a calare del 30 % di magenta e del 25 % di nero.
L'immagine del Tempio di Nettuno appare scontornata in una forma ovale e racchiusa esternamente da una bordatura costituita da una doppia linea (interna di colore nero ed esterna di colore Pantone Green CVP). La doppia linea viene interrotta a circa 3/4 dal lato superiore dell'ovale stesso da una dicitura “Carciofo di Paestum” di colore nero e di carattere “Times”.
Nella parte basso/centrata dell'immagine del tempio è incastonato un ovale di colore bianco sul quale poggia l'immagine del carciofo di Paestum il cui gambo si interrompe sulla linea di bordatura esterna di colore Pantone Green CPV.
Entrambe le immagini (Tempio di Nettuno e Carciofo di Paestum) sono state create attraverso la sovrapposizione di quattro colori chiamata «quadricromia», la quale è costituita dai colori basilari denominati: cyan, magenta, giallo e nero.
Per la realizzazione del logo i colori sopradescritti sono stati necessariamente stampati su un fondo di colore bianco.

## Organismo di controllo
- IS.ME.CERT. – Istituto Mediterraneo di Certificazione Agroalimentare

## Altri carciofi con marchio europeo
- Carciofo spinoso di Sardegna (DOP)
- Carciofo Brindisino (IGP)
- Carciofo romanesco del Lazio (IGP)